# Albert Rossow
Albert Rossow (* 21. März 1857 in Stettin; † 24. April 1943 in Luzern) war ein deutscher Komponist und Dirigent.

## Leben
Er absolvierte die Militärkapellmeisterausbildung an der Hochschule für Musik in Berlin. Um ca. 1900 übersiedelte in die Schweiz und ließ sich in Luzern nieder. Er war Dirigent der Stadtmusik Zürich. 1926 und 1927 ist er ebenfalls Dirigent der Stadtmusik Winterthur.
Er komponierte Werke für Orchester, Blasorchester, Chor und Kammermusik.
Seine letzte Ruhe fand er auf dem Südwestkirchhof Stahnsdorf in Brandenburg (Grab bereits aufgelassen). Im Eintrag über das Gräberfeld ist noch festgehalten: „Dirigent des Koslekschen Bläserbundes“.

## Werke

### Werke für Orchester
- 1927 Für myni liäbe Chind Es Dialäktbuech für di Chlyne-n und Grosse zum Läse-n und Vorträge - Mit schöne Helgeli drin - Text - Wilfried Schwyzer
- 1937 Jugendspiele – Jeux de la jeunesse Intermezzo, opus 138

### Werke für Blasorchester
- 1909 Marschmusik-Album Sammlung von 12 ausgesuchten Märschen für Marsch- und Konzertmusik für schweizerische Harmonie- und Blechmusik
- 1921 Mit Leier und Schwert – Sabre et Lyre Preis-Marsch
- 1923 Gai Retour Pas Redoublé pour harmonie et fanfare, opus 110
- 1923 Feierstunde - Récréation Serenade, opus 92
- 1923 Spanischer Tanz – Danse espagnole
- 1925 Ballettmusik
- 1926 In der Jasminlaube Gavotte, opus 36
- 1927 Fackeltanz opus 123
- 1927 Rhapsodie opus 126
- 1929 Czardas
- Erinnerung an die Schweiz
- Frühlingsanfang

### Chormusik
- 1935 Gloria! Hymne, opus 87; Text: Gobi Walder

### Werke für Klavier
- 1923 Con grazia Gavotte für Klavier zu zwei Händen, opus 53